# Leptolalax nyx
Leptolalax nyx é uma espécie de anfíbio anuro da família Megophryidae. Está presente no Vietname. A UICN classificou-a como deficiente de dados.